# Lukas Deinhofer
Lukas Deinhofer (* 20. März 1994 in Amstetten) ist ein österreichischer Fußballspieler.

## Karriere
Deinhofer begann seine Karriere beim USV Ferschnitz. 2007 wechselte er zum SCU Ardagger. 2008 kam er in die Jugend des FC Waidhofen/Ybbs, für die er im Frühjahr 2010 in der zweiten Mannschaft mit Spielbetrieb in der siebentklassigen 1. Klasse West. Im März 2011 debütierte er für die erste Mannschaft von Waidhofen in der Regionalliga, als er am 16. Spieltag der Saison 2010/11 gegen den SC Ostbahn XI in der Nachspielzeit für Manuel Plank eingewechselt wurde.
Nach dem Rückzug von Waidhofen aus der Regionalliga wechselte er zur Saison 2011/12 zum viertklassigen SCU Ardagger. In seinen eineinhalb Jahren bei Ardagger absolvierte er 40 Spiele in der Landesliga und erzielte dabei fünf Tore.
Im Jänner 2013 wechselte Deinhofer zum Regionalligisten SKU Amstetten. Mit Amstetten stieg er 2018 in die 2. Liga auf. In der Aufstiegssaison 2017/18 kam er in 15 Spielen in der Regionalliga zum Einsatz und blieb dabei ohne Treffer.
Sein Debüt in der zweithöchsten Spielklasse gab er im Juli 2018, als er am ersten Spieltag der Saison 2018/19 gegen den Floridsdorfer AC in der Startelf stand. In den folgenden fünf Spielzeiten kam er zu 112 Zweitligaeinsätzen. Nach der Saison 2022/23 verließ er Amstetten nach zehneinhalb Jahren. Zur Saison 2023/24 wechselte er dann zum sechstklassigen SCU Euratsfeld. Für Euratsfeld kam er zu zehn Einsätzen in der Gebietsliga.
Bereits nach einem halben Jahr kehrte Deinhofer im Jänner 2024 wieder nach Amstetten zurück.